# Shane Victorino
Shane Patrick Victorino (Wailuku, Hawái, 30 de noviembre de 1980), apodado como El Hawaiano Volador, es un exjardinero estadounidense de béisbol profesional. Jugó en Grandes Ligas con los San Diego Padres, Philadelphia Phillies, Los Angeles Dodgers, Boston Red Sox y Los Angeles Angels of Anaheim.
Debutó en las mayores en 2003 con los Padres, pero es más reconocido por su tiempo con los Filis de Filadelfia, donde jugó desde 2005 a 2012 y ganó la Serie Mundial de 2008, tres Guantes de Oro y fue invitado a dos Juegos de Estrellas. Con los Medias Rojas de Boston ganó la Serie Mundial de 2013 y un Guante de Oro.

## Trayectoria
Inició su carrera profesional en Venezuela jugando para las Águilas del Zulia, y al año siguiente (2003) debutó en Grandes Ligas con los Padres de San Diego, participando en 36 juegos con un porcentaje de bateo de .151.
En 2005 pasó a formar parte de los Filis de Filadelfia, equipo donde obtuvo tres Guantes de Oro como jardinero entre 2008 y 2010. Asimismo, ganó junto a su equipo la Serie Mundial de 2008, y también formó parte en el clásico de otoño de 2009 donde perdieron ante los Yanquis de Nueva York. 
Durante el período 2006-2009 se mantuvo entre los mejores diez estafadores de base de la Liga Nacional. En cuanto a su ofensiva, destaca su primer lugar en triples en 2009 (13) y 2011 (16). A la defensiva, registró un porcentaje de fildeo de .998.
El 13 de diciembre de 2012, Victorino firmó un contrato de tres años y $39 millones con los Medias Rojas de Boston. Culminó su primer año con el equipo, la temporada 2013, con promedio de bateo de .294, 15 jonrones y 61 impulsadas, y ganó la Serie Mundial de 2013. Al finalizar la campaña, fue premiado con su cuarto Guante de Oro.
En 2014, solo jugó en 30 partidos debido a las lesiones, mientras que en 2015 jugó en 33 encuentros con los Medias Rojas antes de ser cambiado a los Angelinos de Los Angeles el 27 de julio.